# Nicolaas Henneman
Nicolaas Henneman (Heemskerk, 8 november 1813 - Londen, 18 januari 1898) was een Nederlandse fotograaf die in Engeland werkte.
Hij werkte aanvankelijk als huisknecht van William Fox Talbot, maar werd al spoedig diens fotografisch assistent. Van de winter van 1843-44 tot 1846 had hij een eigen fotostudio in Reading, waar hij de platen van veel van Talbots foto's afdrukte.
Na zijn huwelijk op 28 juli 1846 met Sarah Price opende hij een studio in Londen, die onder de naam 'Talbotype' of 'Sun Picture Rooms' in augustus 1847 werd voortgezet op het adres 122 Regent Street. Hij bleef het bedrijf tot 1858 leiden. Het jaar erna verliet hij Londen, en werkte hij voor fotobedrijven in Birmingham en Scarborough.
In 1848 produceerde Henneman samen met de Engelse verzamelaar William Stirling-Maxwell het eerste kunstgeschiedenisboek dat geïllustreerd was met foto's, het vierde deel van Annals of the Artists of Spain, uitgegeven bij de Londense uitgever John Olliver.
Een vroeg fotografisch portret, toegeschreven aan Talbot, bevindt zich in het Rijksmuseum.
- Bibliothèque nationale de France: cb14898988m (data)
- Biografisch Portaal: 06198866
- Gemeinsame Normdatei: 133010317
- International Standard Name Identifier: 0000 0001 0264 1758
- Library of Congress Control Number: no2009167650
- Nationale Bibliotheek van Israël: 987007424661505171
- Nederlandse Thesaurus van Auteursnamen: 171537815
- PIC: 374479
- RKD-Nederlands Instituut voor Kunstgeschiedenis: 234632
- Union List of Artist Names: 500115603
- Virtual International Authority File: 11023296
- WorldCat: E39PBJpjhmxQKHp67YwRyPFkDq